# Сім Ин Джон
Сім Ин Джон (кор. 심 은정; нар. 8 червня 1971) — південнокорейська бадмінтоністка, олімпійська медалістка, призерка чемпіонату світу.

## Спортивні досягнення
Бронзова призерка літніх Олімпійських ігор 1992 в Барселоні в жіночому парному розряді (з Кіль Йон А).
Двічі бронзова призерка чемпіонату світу 1991 року: в парному жіночому розряді (з Кіль Йон А) та в змішаному розряді (з Кан Кьйон Джином).